# Melba Ramos
Melba Ramos (* vor 1987 in Aguadilla, Puerto Rico) ist eine US-amerikanische Opernsängerin (Sopran).

## Leben
Ihre Gesangsausbildung erhielt sie am Pablo-Casals-Conservatory of Music in San Juan, der Hauptstadt von Puerto Rico. International bedeutende Gesangspädagogen hatten sie geprägt: Giuseppe Di Stefano, Anna Moffo, John Donermann sowie Renata Scotto. Nach ihrem Bühnendebüt als Despina in Così fan tutte war die Künstlerin von 1989 bis 1992 Mitglied des Opernstudios der Oper Köln, gefolgt von einem Engagement am Opernhaus Wuppertal. Des Weiteren gastierte Melba Ramos an den Musikbühnen von Berlin, London, Barcelona, Valencia, Santiago de Compostela, Wien, Bonn, Bremen, Osnabrück, Mannheim, Bielefeld, Kassel, Salzburg etc. Ferner gastierte sie 2001 bei den Schwetzinger Festspielen, 2002 bei den Salzburger Festspielen, 2008 beim Opern Air Gars am Kamp, 2010 und 2015 bei den Opernfestspielen von Heidenheim. Die Künstlerin ist seit der Spielzeit 2004/2005 festes Ensemblemitglied an der Volksoper Wien. Sie ist Mutter einer Tochter.
Melba Ramos arbeitet(e) mit den großen Dirigenten der Zeit zusammen wie Marcus R. Bosch, Gustav Kuhn, Nikolaus Harnoncourt, James Conlon, Vladimir Jurowski, Marc Piollet, Christoph Spering u. a. m.  
Neben ihrer Bühnenpräsenz ist Melba Ramos als Lied- und Konzertsängerin tätig. Dabei reicht ihr Repertoire vom Barock bis zur Moderne und umfasst die Gattungen Oper, Operette, Lied und Oratorium.

## Repertoire (Auswahl)
- Despina und Fiordiligi in Così fan tutte
- Maddalena in La passione di nostro signore Gesù Cristo
- Gilda in Rigoletto
- Lucia in Lucia di Lammermoor
- Pamina und Königin der Nacht in Die Zauberflöte
- Eleonora in Prima la musica e poi le parole
- Violetta in La traviata
- Donna Anna in Don Giovanni
- Norina in Don Pasquale
- Liu in Turandot
- Micaela und Frasquita in Carmen
- Tosca in Tosca
- Saffi in Der Zigeunerbaron
- Beatrice in Boccaccio
- Clivia in Clivia
- Bess in Porgy and Bess
- Ännchen in Der Freischütz
- Rosina in Der Barbier von Sevilla
- Aida in Aida
- Ariadne in Ariadne auf Naxos
- Vittelia in La clemenza di Tito
- Lady Macbeth in Macbeth

## Auszeichnungen
- 1987: 1. Preis des Districts Metropolitan Opera Audition
- 1988: 1. Preis des Districts Metropolitan Opera Audition
- 1990: 1. Preis des Districts Metropolitan Opera Audition

## Diskografie
- Antonio Salieri: La passione di nostro signore Gesù Cristo 2004
- Giuseppi Verdi: Messa da Requiem 2005